# Jerzy Kubaszewski

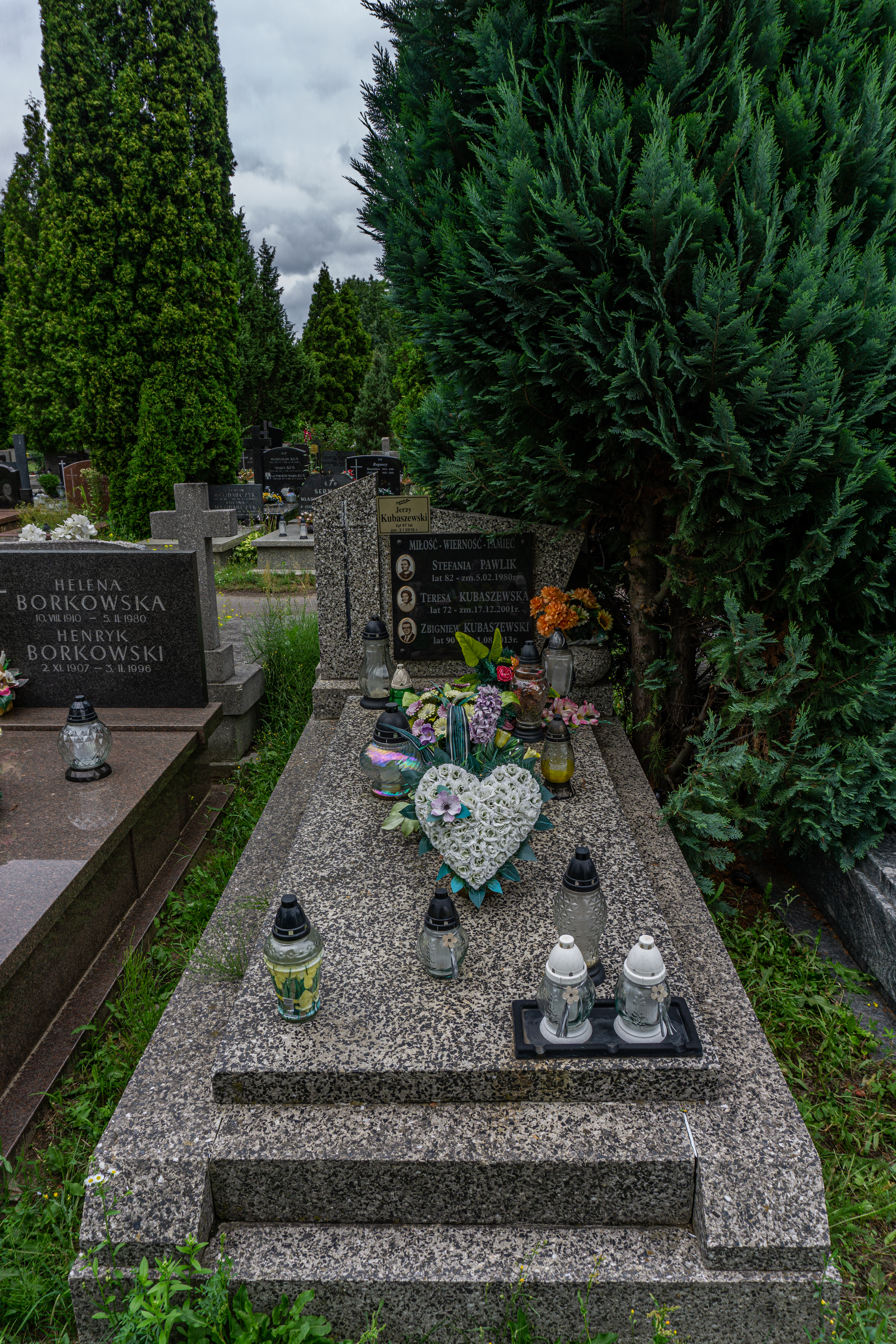
Grób Jerzego Kubaszewskiego na cmentarzu komunalnym Północnym w Warszawie

Jerzy Zbigniew Kubaszewski (ur. 28 stycznia 1951, zm. 2 stycznia 2018) – polski dziennikarz.

## Życiorys
Był wieloletnim dziennikarzem magazynu o tematyce żeglarskiej Żagle, w którym był między innymi autorem ilustracji, redaktorem działu śródlądowego, zaś w latach 1998–2001 piastował funkcję jego redaktora naczelnego. Poza działalnością dziennikarską był także konstruktorem jachtowym, a jego najbardziej znanym projektem była Micropolka.
Zmarł 2 stycznia 2018 i został pochowany na cmentarzu komunalnym Północnym w Warszawie (kwatera: W-II-4; rząd: 2, grób: 9).